# Kurt Hempel (Politiker)
Kurt Hempel (* 23. September 1894 in Kröllwitz; † nach 1952) war ein deutscher Politiker (SPD, USPD, KPD, SED) und Ingenieur.
Hempel war von 1921 bis 1922 Abgeordneter des Provinziallandtages des preußischen Provinz Sachsen. Von 1930 bis 1937 war er technischer Direktor in einem Kombinat in der Sowjetunion, wo er auch ein Ingenieurstudium absolvierte und zum Dr.-Ing. promovierte. Nach dem Zweiten Weltkrieg wurde er kurzzeitig als stellvertretender Landrat im Landkreis Jerichow II eingesetzt. Im März 1946 wurde er Vizepräsident der Zentralen Kommission für Sequestrierung und Beschlagnahme. Bereits 1947 schied er aus diesem Amt wieder aus. 1952 verließ er die DDR.